# Don Sanche ou Le château d’amour
Don Sanche ou Le château d’amour (deutsch: Don Sanche oder Das Schloss der Liebe) ist die einzige Oper von Franz Liszt und wurde in den Jahren 1824 bis 1825 komponiert. Sie ist ein Einakter und trägt die Searle-Nummer S.1. Der Stoff, der sich an die seinerzeit beliebten Rittergeschichten anlehnt, stammt von Jean-Pierre Claris de Florian. Die Oper blieb langfristig erfolglos und geriet schnell in Vergessenheit.

## Handlung
Nachdem der Zauberer Alidor seine Geliebte verloren, aber dennoch eine schöne Liebeszeit erlebt hat, baut er der Liebe zu Ehren ein Schloss, in dem alle Bewohner glücklich leben, zu dem jedoch nur verliebte Pärchen Zugang haben. Der von weit her gekommene Ritter Don Sanche möchte eintreten, darf aber nicht, da seine Herzensdame, die Prinzessin Elzire, nicht dieselben Gefühle für ihn hegt. Aus Mitleid über Don Sanche lässt Alidor ein Unwetter aufkommen, das Elzire dazu veranlasst, die Reise zur eigenen Hochzeit mit einem König zu unterbrechen, um im Liebesschloss Unterschlupf zu suchen. Aber auch sie darf nicht eintreten. Die Akteure versuchen die Gelegenheit zu nutzen, um Elzire auf allen möglichen Wegen zu verführen: Alidor regt ihre Vertraute Zélis zur Unterstützung an und lässt Elzire vom Innenleben des Schlosses träumen. Aber immer noch ist Elzire nicht bereit, Don Sanche zu heiraten, und übernachtet deswegen außerhalb der Schlossmauern, wo der Ritter sie besingt.
Schließlich tritt der ruchlose, unverschämte Ritter Romualde auf, der Elzire auf brutale Art und Weise zur Heirat drängt. Don Sanche möchte sie durch einen Kampf beschützen, wird aber im Gefecht tödlich verletzt und bittet Elzire daraufhin, an ihrer Seite scheiden zu dürfen. Sein Tod macht sie betroffen und setzt ihre Liebe zu ihm frei, Elzire ist sogar bereit, an seiner statt zu sterben. Zum Schluss wird das Spiel allerdings enttarnt: Der böse Ritter wurde von Alidor nur gespielt. Dennoch bekräftigen beide ihren Liebesschwur und bekommen nun endlich Einlass in das Liebesschloss gewährt.

## Entstehung und Rezeption

Porträt des jungen Franz Liszt (1824)

Liszt schrieb die Oper im Alter von 13 Jahren, wobei ein gewisser Schaffens- und Leistungsdruck durch seinen Vater Adam Liszt wohl nicht zu verneinen ist. Die Unterstützung seines Lehrers Ferdinando Paër, besonders im Bereich der Instrumentation, gilt als sehr wahrscheinlich; wie viel Einfluss sie aber konkret auf das Ergebnis hatte, kann nicht mit Sicherheit gesagt werden. Eine Voraufführung der Ouverture fand am 16. Juni 1825 in Manchester statt. Die Premiere der Oper am 17. Oktober 1825 an der Pariser Oper unter der Leitung von Rodolphe Kreutzer wurde begeistert aufgenommen. Trotzdem folgten nur noch drei weitere Aufführungen, dann verschwand das Stück vom Spielplan. Die Oper wird heute nur noch selten aufgeführt, war aber im Zuge des Lisztjahrs 2011 an vielen deutschen Bühnen zu sehen.
Ende des 19. Jahrhunderts wurde vermutet, die ursprünglichen Aufführungsmaterialien seien dem Brand der Pariser Oper von 1873 zum Opfer gefallen. Zu Beginn des 20. Jahrhunderts fand man sie jedoch in der Bibliothek der Opéra Garnier wieder, wo sie auch heute noch aufbewahrt werden. Darüber hinaus existiert in Wien eine autographe Orchesterpartitur.